# Svegliati amore mio
Svegliati amore mio è una miniserie televisiva italiana in tre puntate, diretta da Simona Izzo e Ricky Tognazzi, e trasmessa in prima visione assoluta su Canale 5 dal 24 marzo al 7 aprile 2021.
La miniserie narra la storia di Nanà, la cui vita cambia per sempre quando sua figlia Sara si ammala improvvisamente di leucemia. La scoperta di altri casi simili le fa intuire che la causa risiede nelle polveri sottili emesse dalla Ghisal, un'acciaieria dove suo marito Sergio lavora da vent'anni. Affiancata in particolare dalla dottoressa Placido e dal giornalista Stefano, Nanà si batte affinché la verità venga a galla, coinvolgendo prima le altre madri e poi tutta la comunità.
Le vicende narrate traggono spunto da una storia vera.

## Puntate
| N° | Titolo          | Prima TV      |
| -- | --------------- | ------------- |
| 1  | Prima puntata   | 24 marzo 2021 |
| 2  | Seconda puntata | 31 marzo 2021 |
| 3  | Terza puntata   | 7 aprile 2021 |

## Trama

### Prima puntata
Porto Sant'Ignazio, giugno 2002. La dodicenne Sara ha un malore durante una gara di nuoto, a seguito del quale sviene ed entra in coma, venendo ricoverata in terapia intensiva. Nanà, madre di Sara, legge il diario della figlia e scopre che una sua amica, Brigida, è stata male; parlando direttamente con Maddalena, la madre di Brigida, che abita vicino alla Ghisal Acciai (l'acciaieria dove Sergio, marito di Nanà, lavora da vent'anni), Nanà scopre che la bambina è morta in sei mesi a causa di un linfoma.
Sara si risveglia, ma gli accertamenti rivelano che soffre di leucemia e che deve essere sottoposta alla chemioterapia; nel frattempo Sara fa amicizia con Lorenzo, figlio di Luisa, che soffre di linfoma al sangue. Nanà scopre che al Ferraccio, il quartiere dove si trova l'acciaieria, sono morti numerosi bambini. Ettore Tagliabue, il direttore senza scrupoli dell'acciaieria, assegna il posto di nuovo capo-servizio della manutenzione a Domenico Giuliani, un vecchio amico di Nanà e Sergio che per diverso tempo ha lavorato in Polonia. Sergio, che necessita di un aumento di stipendio e al quale originariamente era destinato il posto, rimane deluso dal comportamento egoista di Domenico. Nanà rinfaccia a Domenico il tradimento sia nei confronti dell'amico che nei confronti di lei stessa, al tempo in cui erano fidanzati.
Nanà invita a cena la dottoressa Manuela Placido, che le mostra tutte le diagnosi dei suoi pazienti, sia morti che sopravvissuti: quasi tutti abitavano al Ferraccio, quartiere fatto costruire appositamente dalla Ghisal per gli operai. All'inizio sembrava una cosa buona, ma è troppo vicino all'acciaieria, che emette polveri rossastre di ferro ricche di diossina (sette chili per ogni abitante all'anno) che si insinua nei polmoni delle persone: è per questo che Manuela aveva aperto lì un ambulatorio che è stato fatto chiudere da Paolo Torelli, il direttore sanitario dell'ospedale Santa Lucia, che è anche il suo ex marito. Manuela non ha denunciato perché necessitava di prove come testimonianze dei malati e dei parenti: le mamme dei pazienti hanno paura che denunciando il fatto i loro mariti verranno licenziati, e quindi preferiscono tacere. Il mattino seguente, Sergio scopre le cartelle e rimane sconvolto all'idea che la figlia possa essersi ammalata a causa del suo lavoro. Successivamente, Sergio e il giovane collega Emilio rischiano la vita nel tentativo di salvare l'altoforno della Ghisal per evitare un disastro ambientale a causa di un'imprudenza di Domenico.
- Ascolti: telespettatori 3 814 000 – share 16,1%.[7]

### Seconda puntata
Dopo l'incidente all'altoforno 5, Domenico viene sostituito da Sergio e licenziato da Tagliabue, il quale incarica il suo autista Pietro di dare una lezione all'uomo dopo la dura discussione intercorsa tra i due. Una sera Domenico, giunto nei pressi del faro dove nelle vicinanze si trova per caso anche Sergio, dopo aver accettato il fatto che Nanà lo detesta e dopo essersi ubriacato, viene avvicinato da un uomo che sembra conoscere, e la mattina seguente viene trovato il suo cadavere. Il commissario Caputo inizia ad indagare e ascolta Nanà e Sergio, sospettando di quest'ultimo.
Intanto il giornalista Stefano Roversi (il quale aveva ricevuto una breve chiamata da Domenico poco prima della sua morte) viene allontanato dal giornale per cui lavora dopo aver accusato il direttore Giannuzzo di essere al soldo della Ghisal, e inizia a indagare con Nanà sui casi dei bambini che si sono ammalati al Ferraccio. Giannuzzo informa Tagliabue del coinvolgimento nell'inchiesta della dottoressa Placido, e a sua volta Tagliabue informa Torelli (del quale finanzia l'ospedale). Nanà e Stefano incontrano enormi difficoltà nel condurre l'inchiesta, dato il rifiuto di parlare sia dei malati che dei loro parenti; anche il parroco don Luigi si mostra restio a parlarne ai fedeli durante la messa.
Sara, uscita dal Santa Lucia per recuperare una piantina insieme a Lorenzo, sviene sotto la pioggia.
- Ascolti: telespettatori 3 586 000 – share 14,7%.[8]

### Terza puntata
Sergio conferma al commissario Caputo di aver minacciato di morte Domenico nello spogliatoio, come raccontato da Carlo Mottini. Quando Sara si risveglia assiste a un attacco di Lorenzo poiché le masse tumorali stanno schiacciando il suo cuore; poco dopo l'amico le muore tra le sue braccia. Al funerale del ragazzo Nanà prende parola e fa un'invettiva contro l'acciaieria, riuscendo a portare dalla sua parte le famiglie dei giovani che poi raccontano le loro storie a Stefano e alla dottoressa Placido; anche Ramona confida all'amica di essersi curata a Napoli per un tumore al seno. L'inchiesta del giornalista finalmente viene pubblicata ma Sergio rimprovera la moglie per le possibili ripercussioni; difatti ha un duro scontro con Tagliabue, e alla sera i Santoro trovano una scritta minacciosa sul muro di casa. Nel frattempo Sara è tornata a casa dopo essere stata dimessa.
In una conferenza stampa Tagliabue, con al suo fianco il dottor Torelli, si difende e annuncia che querelerà Nanà, la dottoressa Placido, Stefano e il suo editore. Dopo aver parlato con Tagliabue, il procuratore dispone gli arresti domiciliari per Sergio sospettato della morte di Domenico. Nonostante ciò, Nanà, Stefano, la dottoressa Placido e le “mamme d'acciaio” protestano davanti alla Ghisal al grido «Giù le mani dai bambini» e «Noi vogliamo vivere», mentre nella fabbrica è in corso la visita di una delegazione del governo che però decide di andarsene. Tagliabue affronta i manifestanti ma si arrende quando arriva Sergio con in mano la lettera d'addio di Domenico, in cui accusava il capo di aver risparmiato sulla manutenzione per arricchirsi, e tutta la contabilità sommersa che ha recuperato dalla sua cassaforte. Tagliabue viene arrestato e processato per disastro ambientale insieme alla proprietà, Torelli viene sospeso e sostituito dalla Placido alla direzione sanitaria dell'ospedale, Dini viene incaricato della bonifica della fabbrica, mentre Sara può finalmente tornare a nuotare per la felicità dei suoi genitori.
- Ascolti: telespettatori 3 543 000 – share 15,2%.[9]

## Produzione
Le riprese, girate tra Roma, Fiumicino (vecchio Faro), Ostia, Colleferro e Torre Astura, sono iniziate l'11 settembre 2020 e si sono concluse a inizio dicembre; erano previste delle riprese anche in Puglia, ma a causa delle restrizioni per l'emergenza COVID-19 si è deciso di girare la fiction interamente nel Lazio. Prima di assumere il titolo definitivo Svegliati amore mio, la fiction era stata intitolata Cuore d'acciaio, L'acciaio nel cuore e La donna del vento.
(Sabrina Ferilli)
(Simona Izzo e Ricky Tognazzi)

## Colonna sonora
La colonna sonora è stata composta da Maurizio De Angelis. Orchestrazione, programmazione e realizzazione elettronica sono di Maurizio De Angelis, Luigi Lombardi d'Aquino e Francesco Marchetti, affiancati da Leonardo Spinedi (violino), Luca Pincini (violoncello) e Sylvia Pagni (fisarmonica). Le musiche sono eseguite dalla Roma Film Orchestra diretta da Alessandro Molinari. La sigla di apertura delle tre puntate è E tu come stai? di Claudio Baglioni, mentre quella di chiusura è Let me stay next to you di Danny Bronzini. La canzone Fai rumore di Diodato è stata usata nel secondo trailer promozionale.